# Rada Miasta Gdańska (2014–2018)

## PrezydiumRady Miasta GdańskaVII kadencji (2014–2018)[1]
- Przewodniczący
  - Bogdan Oleszek (Platforma Obywatelska)
- Wiceprzewodniczący
  - Agnieszka Owczarczak (PO)
  - Wojciech Błaszkowski (PO)
  - Piotr Czauderna (Prawo i Sprawiedliwość)

## Działalność Rady Miasta VII kadencji
Sesja inauguracyjna Rady odbyła się 1 grudnia 2014, a ostatnia 8 listopada 2018.
W trakcie VII kadencji funkcjonowały 2 kluby radnych: PO oraz PiS.

## Kluby Radnych[4](stan na koniec kadencji)
- Platforma Obywatelska

1. Mariusz Andrzejczak
2. Wojciech Błaszkowski
3. Piotr Borawski – przewodniczący klubu
4. Marek Bumblis
5. Beata Dunajewska
6. Piotr Dzik
7. Żaneta Geryk
8. Jarosław Gorecki
9. Beata Jankowiak
10. Lech Kaźmierczyk
11. Andrzej Kowalczys
12. Emilia Lodzińska
13. Adam Nieroda – zastępca przewodniczącego klubu
14. Magdalena Olek
15. Bogdan Oleszek
16. Agnieszka Owczarczak
17. Przemysław Ryś
18. Mateusz Skarbek
19. Wojciech Stybor – sekretarz klubu
20. Teresa Wasilewska
21. Beata Wierzba

- Prawo i Sprawiedliwość

1. Piotr Czauderna
2. Jaromir Falandysz
3. Piotr Gierszewski – sekretarz klubu
4. Anna Maria Kołakowska
5. Kazimierz Koralewski – zastępca przewodniczącego klubu
6. Jerzy Milewski
7. Grzegorz Strzelczyk – przewodniczący klubu
8. Jacek Teodorczyk
9. Piotr Walentynowicz
10. Anna Wirska

- Radni niezrzeszeni

1. Dorota  Dudek (poprzednio klub PiS)
2. Łukasz Hamadyk (poprzednio klub PiS)

## Radni z podziałem na okręgi wyborcze[5]
- Okręg nr 1 (Brzeźno, Nowy Port, Letnica, Przeróbka, Stogi, Krakowiec-Górki Zachodnie, Wyspa Sobieszewska, Rudniki, Olszynka, Orunia-Św. Wojciech-Lipce)

1. Beata Dunajewska (PO)
2. Jaromir Falandysz (PiS)
3. Łukasz Hamadyk (niezrzeszony, poprzednio klub PiS)
4. Lech Kaźmierczyk (PO)
5. Magdalena Olek (PO)

- Okręg nr 2 (Śródmieście, Chełm, Ujeścisko-Łostowice, Orunia Górna-Gdańsk Południe)

1. Marek Bumblis (PO)
2. Piotr Czauderna (PiS)
3. Dorota  Dudek (niezrzeszona, poprzednio klub PiS)
4. Kazimierz Koralewski (PiS)
5. Adam Nieroda (PO)
6. Bogdan Oleszek (PO)
7. Mateusz Skarbek (PO)
8. Teresa Wasilewska (PO)

- Okręg nr 3 (Aniołki, Siedlce, Wzgórze Mickiewicza, Suchanino, Piecki-Migowo, Jasień)

1. Piotr Borawski (PO)
2. Piotr Dzik (PO)
3. Piotr Gierszewski (PiS)
4. Beata Jankowiak (PO)
5. Jerzy Milewski (PiS)

- Okręg nr 4 (Wrzeszcz Dolny, Wrzeszcz Górny, Strzyża, Brętowo, Młyniska)

1. Wojciech Błaszkowski (PO)
2. Emilia Lodzińska (PO)
3. Piotr Walentynowicz (PiS)
4. Anna Wirska (PiS)

- Okręg nr 5 (Zaspa-Młyniec, Zaspa-Rozstaje, Przymorze Wielkie, Przymorze Małe)

1. Anna Maria Kołakowska (PiS)
2. Andrzej Kowalczys (PO/bezp.)
3. Agnieszka Owczarczak (PO)
4. Przemysław Ryś (PO)
5. Grzegorz Strzelczyk (PiS)
6. Beata Wierzba (PO)

- Okręg nr 6 (Żabianka-Wejhera-Jelitkowo-Tysiąclecia, Oliwa, Osowa, Matarnia, Kokoszki, VII Dwór)

1. Mariusz Andrzejczak (PO)
2. Żaneta Geryk (PO)
3. Jarosław Gorecki (PO)
4. Wojciech Stybor (PO)
5. Jacek Teodorczyk (PiS)

## Radni, którzy zrzekli się mandatu w trakcie kadencji
- Paweł Adamowicz (PO)[a]
- Piotr Grzelak (PO)[b][6]
- Małgorzata Chmiel (PO)[c]
- Aleksandra Dulkiewicz (PO)[d]
- Mirosław Zdanowicz (PO)[e][7]

## Radni, którzy objęli mandat w trakcie kadencji
- Marek Bumblis (PO)[f][8]
- Teresa Wasilewska (PO)[g][9]
- Mariusz Andrzejczak (PO)[h][10]
- Mateusz Skarbek (PO)[i][11]
- mandat po Mirosławie Zdanowiczu pozostał nieobsadzony[j]